# Liga das Nações da UEFA de 2022–23 – Fase Final
A fase final da Liga das Nações da UEFA de 2023 foi o torneio final da edição 2022–23 da Liga das Nações da UEFA, a terceira época desta competição internacional de futebol, envolvendo as equipas nacionais masculinas das 55 federações membros da UEFA. O torneio ocorreu entre dia 14 a 18 de junho de 2023 na Holanda, e foi disputado pelos quatro vencedores dos grupos da Liga das Nações A. O torneio consistiu em duas meias-finais, um play-off de terceiro lugar e uma final para determinar os campeões da Liga das Nações da UEFA. 
Após a sua vitória em 2021, a França, atual campeã, não conseguiu manter o seu título depois de terminar em terceiro no seu grupo.

## Formato
As finais da Liga das Nações terão lugar em junho de 2023 e serão disputadas pelos quatro vencedores dos grupos da Liga A. As quatro equipas foram cada uma sorteada para um grupo de cinco equipas (em vez de um grupo de seis equipas) para a fase de grupos das eliminatórias da UEFA Euro de 2024, deixando assim a janela disponível para as finais da Liga das Nações neste mês. 
As partidas terão lugar durante cinco dias e serão disputadas em jogos eliminatórios únicos, consistindo em duas meias-finais a 14 e 15 de junho (a primeira das quais com a equipa anfitriã), e play-off de terceiro lugar e final três dias após a segunda semifinal a 18 de junho de 2023. Os pares das meias-finais foram determinados por meio de um sorteio aberto. Todos os jogos do torneio utilizarão a tecnologia da linha de golo e os sistemas de árbitros assistentes de vídeo (VAR).
Na fase final da Liga das Nações, se a pontuação estiver nivelada no final do tempo normal:
- Nas meias-finais e na final, serão jogados 30 minutos de tempo extra. Se a pontuação ainda estiver nivelada após o tempo extra, o vencedor será determinado por um desempate por pênaltis.

- No play-off do terceiro lugar, o tempo extra não será jogado, e o vencedor será determinado por um desempate por pênaltis.

## Qualificados
Os quatro vencedores dos grupos da Liga A qualificaram-se para as finais da Liga das Nações. 
| Grupo | Vencedor                  | Data da qualificação   | Aparições anteriores | Melhor resultado na Liga das Nações | Ranking da Liga das Nações em setembro de 2022 | Ranking FIFA em abril de 2023 |
| ----- | ------------------------- | ---------------------- | -------------------- | ----------------------------------- | ---------------------------------------------- | ----------------------------- |
| A1    | Croácia                   | 25 de setembro de 2022 | 0 (estreante)        | 9° lugar (2018–19)                  | 2                                              |                               |
| A2    | Espanha                   | 27 de setembro de 2022 | 1 (2021)             | Vice-campeã (2020–21)               | 3                                              |                               |
| A3    | Itália                    | 26 de setembro de 2022 | 1 (2021)             | 3° lugar (2020–21)                  | 4                                              |                               |
| A4    | Países Baixos (anfitrião) | 26 de setembro de 2022 | 1 (2019)             | Vice-campeã (2018–19)               | 1                                              |                               |

## Escolha do anfitrião
A Holanda foi confirmada como o país anfitrião pelo Comité Executivo da UEFA durante a sua reunião de 29 de novembro de 2022. Apenas as equipas da Liga A puderam concorrer às finais da Liga das Nações, e apenas um dos quatro participantes foi selecionado como anfitrião. A UEFA exige que o torneio seja disputado em dois estádios de Categoria 4, cada um com pelo menos 30.000 lugares sentados líquidos. O ideal seria que os estádios estivessem localizados na mesma cidade anfitriã ou até cerca de 150 quilómetros de distância. A UEFA previa que o maior dos estádios acolhesse a primeira semifinal (com a equipa anfitriã) e a final. O cronograma da licitação foi o seguinte:
- 28 de fevereiro de 2022: Candidaturas formalmente convidadas
- 13 de abril de 2022, 16:00 CEST: Data de encerramento do registo da intenção de apresentar uma proposta (não vinculativa)
- 14 de abril de 2022: Requisitos para a apresentação de propostas disponibilizadas aos concorrentes
- maio de 2022: Ateliê de abertura aos concorrentes
- julho/agosto de 2022: Convocatórias técnicas com os concorrentes
- 7 de setembro de 2022, 16:00 CEST: Data de encerramento do registo da intenção de apresentar uma proposta preliminar
- 5 de outubro de 2022, 16:00 CEST: Data de encerramento do registo da intenção de apresentar uma proposta final
- 29 de novembro de 2022: Nomeação do anfitrião pelo Comité Executivo da UEFA

A 13 de abril de 2022, a UEFA anunciou que a Bélgica, os Países Baixos, a Polónia e o País de Gales tinham declarado interesse em acolher o torneio. Como as quatro federações formam o Grupo A4, o vencedor do grupo estaria em condições de ser nomeado como anfitrião, desde que as federações apresentem propostas que satisfaçam os requisitos da UEFA. A 25 de setembro de 2022, os Países Baixos venceram o Grupo A4 sobre a Bélgica e avançaram para as finais da Liga das Nações, ganhando assim automaticamente os direitos de acolhimento, que foram confirmados pelo Comité Executivo da UEFA a 29 de Novembro de 2022.

## Sedes
De Kuip em Roterdão e De Grolsch Veste em Enschede foram confirmados como os locais para o torneio a 29 de novembro de 2022. Outros estádios potenciais, tais como o Johan Cruijff Arena em Amesterdão (o maior do país) e o Philips Stadion em Eindhoven, não estavam ambos disponíveis para o torneio devido a concertos previamente agendados.
| Roterdão Enschede | Roterdão           | Enschede           |
| ----------------- | ------------------ | ------------------ |
| Roterdão Enschede | Estádio De Kuip    | De Grolsch Veste   |
| Roterdão Enschede | Capacidade: 51,117 | Capacidade: 30,205 |
| Roterdão Enschede |                    |                    |

## Sorteio
Os emparelhamentos das meias-finais foram determinados através de um sorteio aberto a 25 de Janeiro de 2023, 11:00 CET, na sede da UEFA em Nyon, Suíça. O antigo internacional holandês Wesley Sneijder, embaixador para as finais da Liga das Nações, sorteou os emparelhamentos dos jogos. As duas primeiras equipas sorteadas foram atribuídas ao emparelhamento A, enquanto as duas equipas restantes foram atribuídas ao emparelhamento B. Para efeitos de marcação, a equipa anfitriã foi atribuída à primeira meia-final como equipa administrativa da casa. A equipa administrativa da casa, tanto para o play-off do terceiro lugar como para a final, foram pré-determinadas como as equipas que avançaram da semifinal 1.

## Elencos
Cada equipa nacional tem de apresentar um plantel de 23 jogadores, três dos quais têm de ser guarda-redes, pelo menos dez dias antes da partida de abertura do torneio. Se um jogador se lesionar ou ficar doente o suficiente para impedir a sua participação no torneio antes do primeiro jogo da sua equipa, ele será substituído por outro jogador.

## Semifinais

### Países Baixos x Croácia
| 14 de junho de 2023 | Países Baixos          | 2 – 4 (pro) | Croácia                                                             | Estádio De Kuip, Roterdão                  |
| 20:45               | Malen 34' · Lang 90+6' | Relatório   | Kramarić 55' (pen) · Pašalić 72' · Petković 99' · Modrić 116' (pen) | Público: 39 359 Árbitro: ROU István Kovács |

### Espanha x Itália
| 15 de junho de 2023 | Espanha              | 2 – 1     | Itália             | De Grolsch Veste, Enschede                 |
| 20:45               | Pino 3' · Joselu 88' | Relatório | Immobile 11' (pen) | Público: 24 558 Árbitro: SVN Slavko Vinčić |

## Disputa pelo terceiro lugar
| 18 de junho de 2023 | Países Baixos                | 2 – 3     | Itália                                 | De Grolsch Veste, Enschede                |
| 15:00               | Bergwijn 68' · Wijnaldum 90' | Relatório | Dimarco 6' · Frattesi 20' · Chiesa 72' | Público: 21 292 Árbitro: SWE Glenn Nyberg |

## Final
| 18 de junho de 2023 | Croácia | 0 – 0 (pro) | Espanha | Estádio De Kuip, Roterdão                 |
| 20:45               |         | Relatório   |         | Público: 41 110 Árbitro: GER Felix Zwayer |

|                                               |       | Penalidades                                  |  |
| Vlašić Brozović Modrić Majer Perišić Petković | 4 – 5 | Joselu Rodri Merino Asensio Laporte Carvajal |  |